# 朗明灯鱼
朗明灯鱼（学名：Diogenichthys laternatus）为輻鰭魚綱燈籠魚目灯笼鱼科明灯鱼属的鱼类，俗名长颌明灯鱼。分布于太平洋以及南海等海域，為深海魚類，棲息深度0-2091公尺，體長可達5公分，可做為食用魚。